# Trichopsis pumila
Trichopsis pumila is een straalvinnige vissensoort uit de familie van de echte goerami's (Osphronemidae). De wetenschappelijke naam van de soort is voor het eerst geldig gepubliceerd in 1936 door Arnold. De vis wordt in het Nederlands kleine knorgoerami of dwergknorgoerami genoemd.